# Ailia coila
Ailia coila е вид лъчеперка от семейство Schilbeidae. Видът е почти застрашен от изчезване.

## Разпространение
Разпространен е в Бангладеш, Индия (Андхра Прадеш, Аруначал Прадеш, Асам, Бихар, Делхи, Джаркханд, Западна Бенгалия, Мадхя Прадеш, Манипур, Мизорам, Ориса, Пенджаб, Раджастан, Сиким, Трипура, Утар Прадеш, Харяна, Химачал Прадеш и Чхатисгарх), Непал и Пакистан.

## Описание
На дължина достигат до 30 cm.
Популацията на вида е намаляваща.